# Kōki Yonekura
Kōki Yonekura (jap. 米倉 恒貴 Yonekura Kōki; ur. 17 maja 1988) – japoński piłkarz, reprezentant kraju. Obecnie występuje w Gamba Osaka.

## Kariera klubowa
Od 2007 do 2013 roku występował w klubie JEF United Chiba. Od 2014 roku gra w zespole Gamba Osaka.

## Kariera reprezentacyjna
W reprezentacji Japonii zadebiutował w 2015. W sumie w reprezentacji wystąpił w 2 spotkaniach.

## Statystyki
| Reprezentacja Japonii | Reprezentacja Japonii | Reprezentacja Japonii |
| Rok                   | Mecze                 | Gole                  |
| --------------------- | --------------------- | --------------------- |
| 2015                  | 2                     | 0                     |
| Razem                 | 2                     | 0                     |